# 芳川透
芳川 透（かおりかわ ゆき）は、日本の映画製作者、プロデューサー。

## 来歴
角川映画『天と地と』の参加後、多くの馬の出演作品（大河ドラマ、時代劇等）に参加。自身の乗馬技術はもちろん知識も豊富で乗馬関係者との交友も広い。

## 参加作品
- 天と地と（1990年）
- アンドロメディア（1998年）
- 川の流れのように（2000年）
- すずらん 〜少女萌の物語〜（2000年）
- 連弾（2001年）
- ソウル（2002年）
- 戦国自衛隊1549（2005年）
- 風のダドゥ（2006年）
- 地下鉄に乗って（2006年）
- 青い鳥（2008年）
- 花のあと（2010年）
- 二流小説家（2013年）
- リターン（2013年）
- 検察側の罪人（2018年）
- 信虎（2021年11月）

| スタブアイコン | サブスタブ | この項目は、まだ閲覧者の調べものの参照としては役立たない、人物に関連した書きかけの項目です。この項目を加筆・訂正などしてくださる協力者を求めています（P:人物伝/PJ:人物伝）。 |